# Sdružení rodičů a přátel RoPy
Sdružení rodičů a přátel RoPy, zkráceně též SRPR či RoPa (podle křestních jmen obou zakladatelů kapely) je česká hudební skupina. Její styl bývá označován jako "post-punk".

## Historie

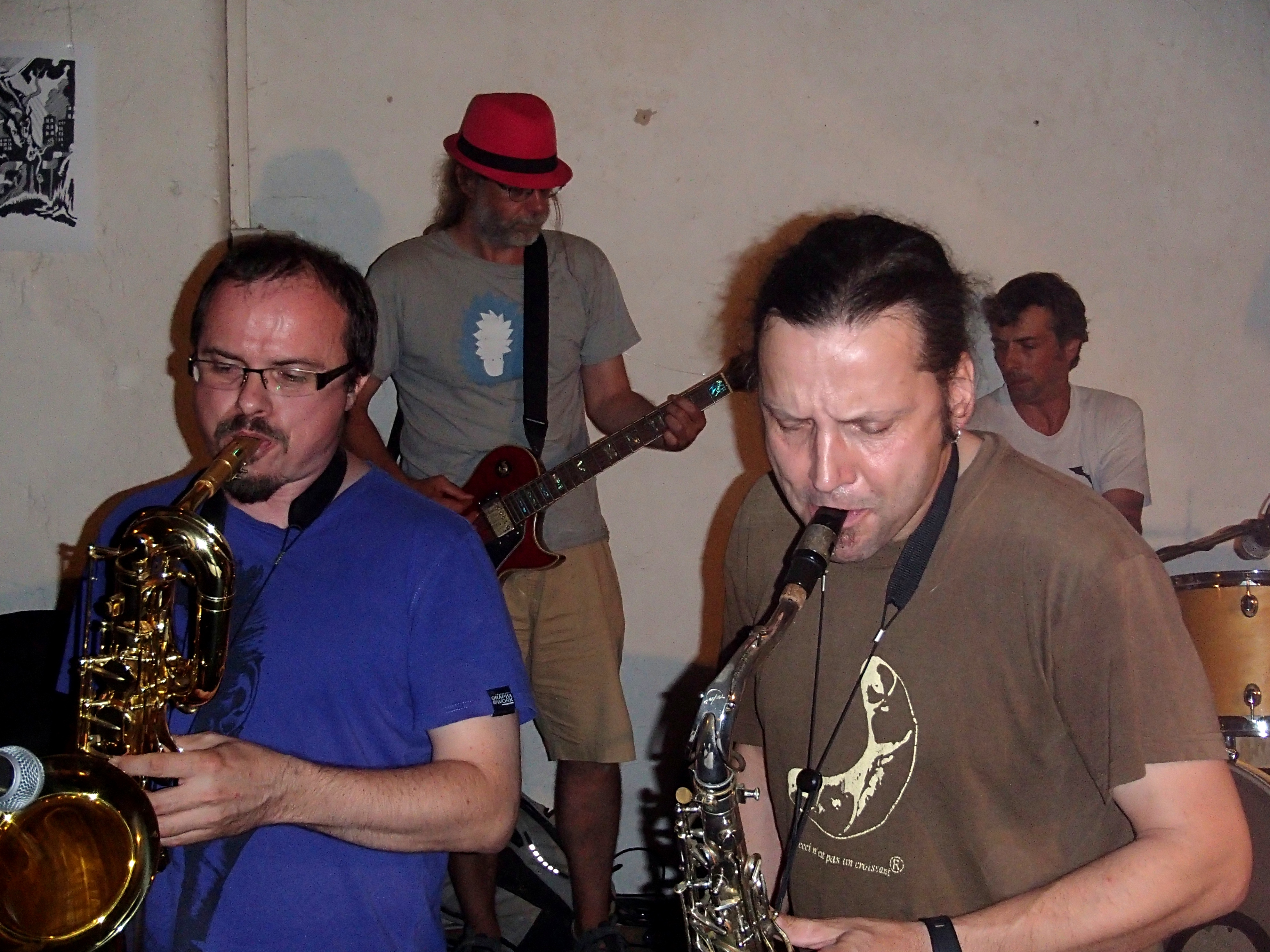
SRPR v roce 2013. Zleva Hanuš, Štědrý, Georgiev a Just

Skupinu založili v roce 1993 textař a zpěvák Roman Neruda a klávesista Pavel Tic; zpočátku se jednalo spíše o doprovod k literárnímu čtení s doprovodem hudby, později převládla hudební složka. Po několika demonahrávkách vydala skupina v roce 2003 své debutové album s názvem ...je mi nádherně. Následovala alba Září (2006) a Dlask (2009). V roce 2009 vyšlo DVD se záznamem Ropfestu - festivalu fiktivních kapel, které hrály písně SRPR jako parodie na různé hudební styly; tyto skupiny byly tvořeny členy SRPR.
17. prosince 2013 vyšlo nové album SRPR, nazvané 7777.

### Další aktivity
Občas bývá součástí koncertů SRPR čtení Nerudových povídek, zpravidla za doprovodu hudby. Do roku 2010 členové skupiny pořádali literární večery, které nesly název Ropátek.

## Hudební styl
První nahrávky jsou čistě punkové s post-punkovým zvukem. Postupně do hudby pronikají elementy art rocku, avantgardního rocku a elektroniky. Doprovodnou kytaru nahradil saxofon a klávesy. Tempo zpomaluje a kapela experimentuje s lichými takty. Texty potemněly. Roman Neruda také začal experimentovat se zvukovými efekty (např. vocoder).
Hudební publicista Antonín Kocábek charakterizoval styl skupiny takto: "U nové nahrávky šlo depresivní vyznění ještě dál: pokud zrovna nereflektuje stav ne nepodobný myšlenkám sebevraha pár minut před definitivním skutkem, podobá se ze všeho nejvíc sarkastickému a cynickému šklebu. Často z toho mrazí. Jestliže mnohá hudba může být svého druhu terapií na černé myšlenky, tahle je pro ten účel zcela nevhodná. Vedle výrazných textů trochu ustupuje mimo hlavní pozornost hudební složka. Místy sama sebe degraduje až na úlohu v melodramatu - podbarvuje, dodává atmosféru i sílu celkovému vyznění sdělení. A pokud budeme přirovnávat k filmu, pak jasným žánrem je tu psychologický horror. [...] Mozaika zvuků analogových kláves, na nahrávce spíš nenápadné kytary a jediného energického prvku v podobě saxofonu, je však důmyslně propracovaná do až detailů. A když už se objeví optimistický, posluchačsky vstřícný hudební motiv, spolehlivě ho "zabije" sice funkční, ale nemilosrdně surový vulgarismus."

## Složení
- Roman Neruda - zpěv, klávesy
- Pavel Tic - klávesy
- Arnošt Štědrý - kytara
- Lukáš Georgiev - saxofon
- Leo Hanuš - saxofon
- Jan Klempíř - baskytara
- Hynek Just - bicí

### Bývalí členové
- Alexander Hudeček - kytara
- Tomáš Holan - klávesy

## Diskografie
Všechny nosiče vydala kapela vlastním nákladem.

### Alba
- Tak mladí a už tak slavní, 1997 (demo)
- Pestré Barvy Deprese, 2001 (živé album, záznam koncertu z 10. března 2001 v klubu Delta)[5]
- ...je mi nádherně, 2003
- Září, 2006
- Dlask, 2009
- 7777, 2013

### DVD
- Ropfest, 2009